# Miguel Guerrero
Miguel Ángel Guerrero Paz (Cali, 7 de setembro de 1967) é um ex-futebolista profissional colombiano, que atuava como atacante.

## Carreira
Miguel Guerrero fez parte do elenco da Seleção Colombiana de Futebol na Copa do Mundo de 1990.